# Peus de porc
Els peus de porc o peus de ministre és un plat elaborat amb els peus de porc, un dels animals més ben aprofitats per a l'alimentació de l'home. Hi ha nombroses receptes arreu dels Països Catalans, totes molt apreciades.

## Ingredients
- Peus de porc
- Patates
- Julivert
- All
- Pa ratllat
- Oli
- Sal
- Les ametles, el pebre-roig, les panses, el bitxo, el vi blanc moscatell i d'altres condiments també són presents a les receptes de moltes comarques dels Països Catalans.

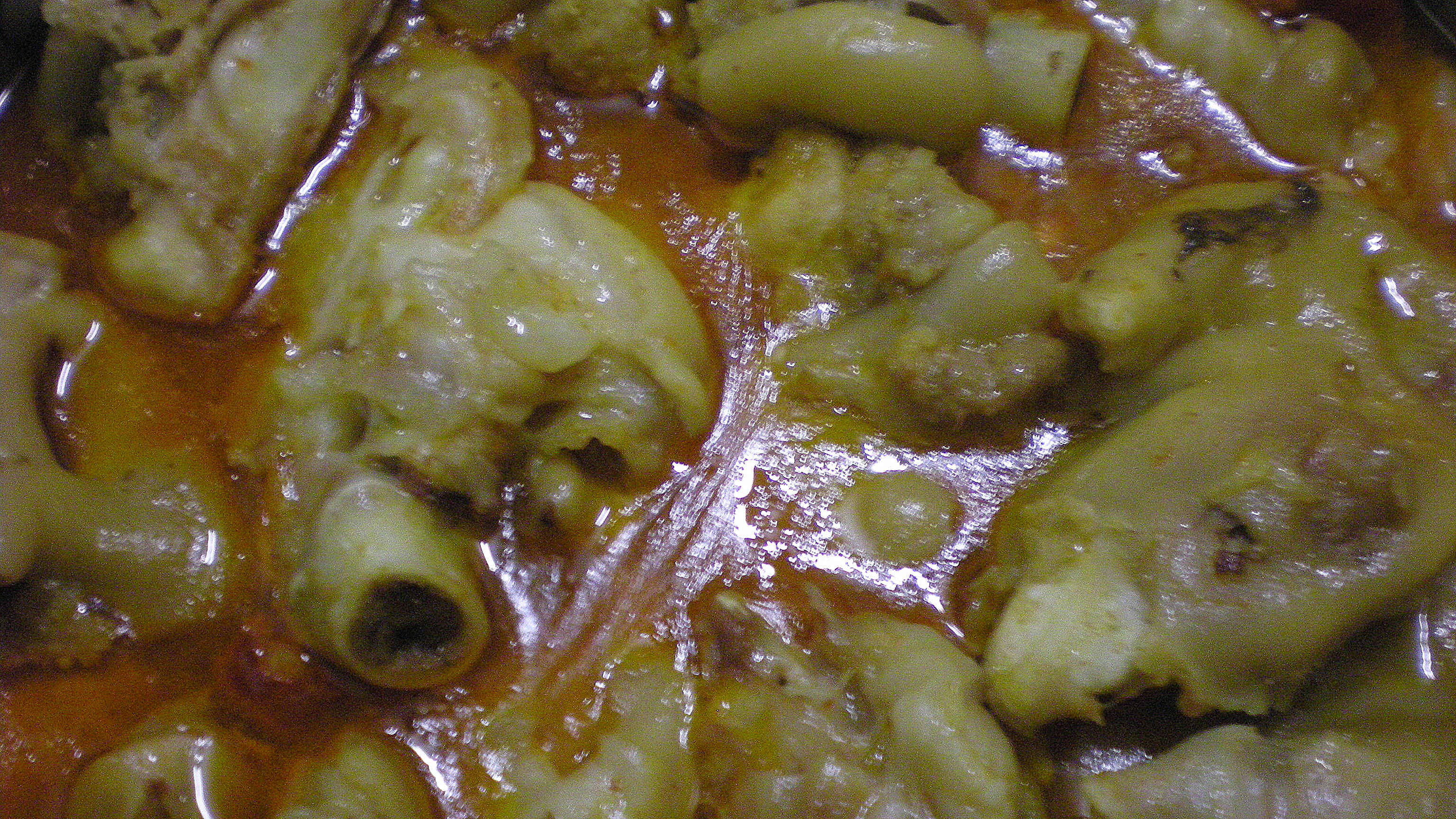
Peus de porc amb bitxo

## Procés d'elaboració
Els passos a seguir, en general, després d'aconseguir tenir tots els ingredients són els següents:
Primerament, es posen els peus de porc dins l'olla i es deixen bullir durant uns tres quarts d'hora.
Mentre estan bullint els peus de porc, es pelen les patates i es posen dins una graella. Seguidament es posa sal a les patates. Quan ha passat el temps necessari perquè els peus estiguin bullits es treuen i es posen dins la graella amb les patates.
A continuació es mesclen un parell d'alls tallats a trossets, el julivert picat i el pa ratllat. Quan ja estan mesclats es posa la mescla per damunt de les patates i els peus de porc.
Finalment es posa tot dins el forn durant una hora aproximadament.
Els peus també es poden preparar amb salsa, ço és: fem un sofregit amb ceba, alls, ametla molta o llesques de pa, tomàquet, bitxo i herbes; afegim el brou de coure els peus, deixem coure uns 40 minuts i hi afegim els peus durant 20 minuts més.